# Cuisine hawaïenne

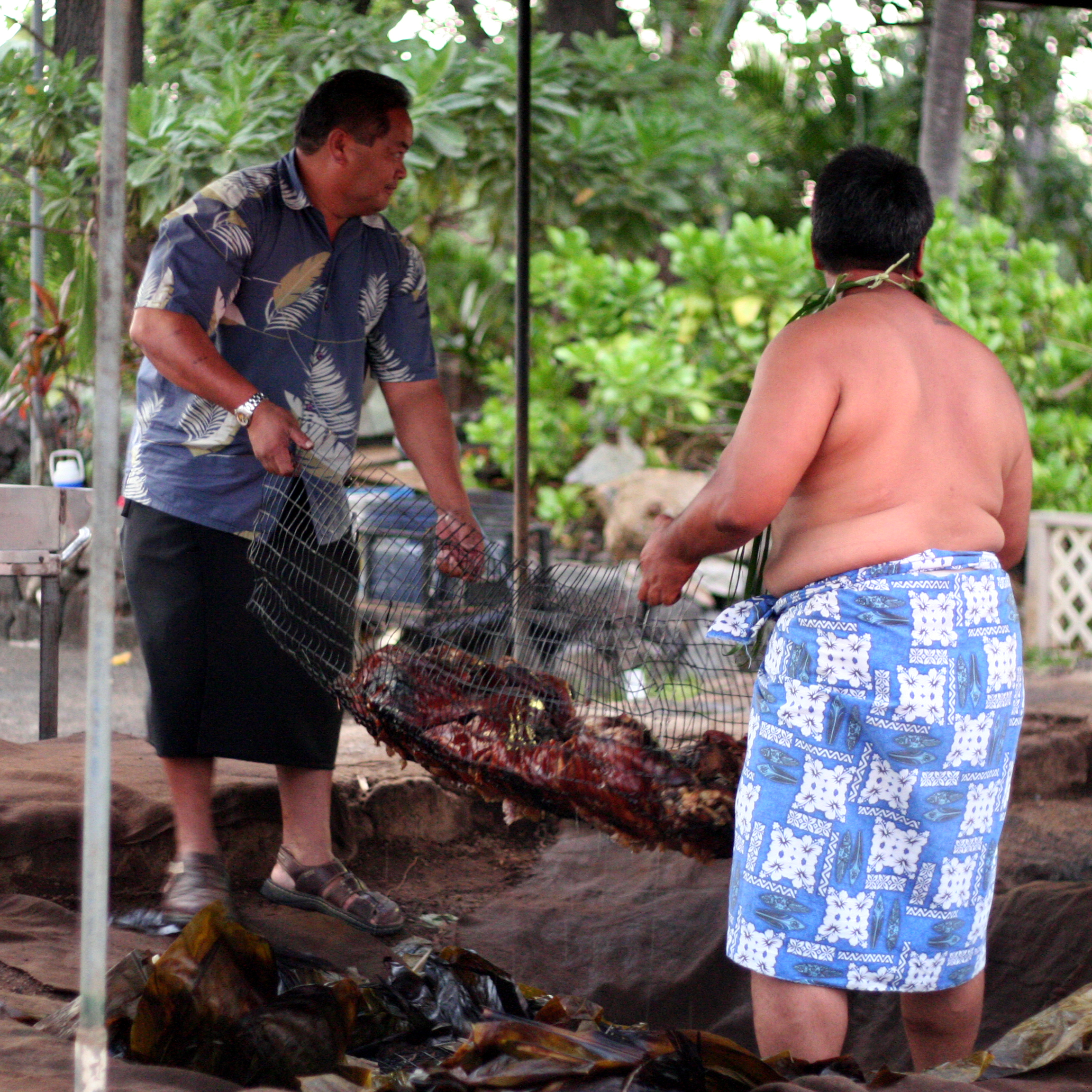
Des hommes cuisinant du porc dans un imu (voir kalua).

La cuisine hawaïenne moderne est une combinaison des cuisines apportées par les immigrants de l'archipel d'Hawaï, en particulier d'origine américaine, chinoise, philippine, japonaise, coréenne, portugaise et polynésienne.

## Pages connexes
- Alan Wong
- Sel rouge d'Hawaï